# Central European Tour
El Central European Tour son carreras ciclistas profesionales de un día húngaras, agrupadas bajo un mismo nombre común, que se disputan en el mes de agosto.
Si bien su primera edición en 2010 fue disputada en Gyomaendrőd (condado de Bekés) y sus alrededores, con el nombre oficial de Central European Tour Gyomaendröd como una única carrera; ya en 2011 se disputaron las dos actuales primero en Miskolc y sus alrededores y un día después en Budapest y sus alrededores con los nombres oficiales de Central European Tour Miskolc GP y Central European Tour Budapest GP, respectivamente. Todas ellas han formado parte del UCI Europe Tour, dentro de la categoría 1.2 (última categoría del profesionalismo).

## Palmarés

### Gyomaendröd
| Año  | Ganador         | Segundo       | Tercero       |
| ---- | --------------- | ------------- | ------------- |
| 2010 | Alois Kaňkovský | André Schulze | Erik Poljanec |

### Miskolc
| Año  | Ganador           | Segundo               | Tercero             |
| ---- | ----------------- | --------------------- | ------------------- |
| 2011 | Matija Kvasina    | Mikhail Antonov       | Róbert Nagy         |
| 2012 | Krisztián Lovassy | Vyatcheslav Kuznetsov | Pavel Kochetkov     |
| 2013 | Siarhei Papok     | Jan Sokol             | Frederico Rocchetti |
| 2014 | Erik Baška        | Martin Otoničar       | Florian Bissinger   |

### Budapest
| Año  | Ganador           | Segundo           | Tercero       |
| ---- | ----------------- | ----------------- | ------------- |
| 2011 | Andris Smirnovs   | Alexey Tsatevitch | Luka Mezgec   |
| 2012 | Marko Kump        | Krisztián Lovassy | Luka Mezgec   |
| 2013 | Krisztián Lovassy | Aljaž Hočevar     | Siarhei Papok |
| 2014 | Erik Baška        | Aljaž Hočevar     | Jan Tratnik   |

### Szerencs-Ibrany
| Año  | Ganador     | Segundo      | Tercero        |
| ---- | ----------- | ------------ | -------------- |
| 2014 | Mamyr Stash | Vitaliy Buts | Filip Eidsheim |

## Palmarés por países

### Palmarés de los trofeos por países
| País            | Victorias |
| --------------- | --------- |
| República Checa | 1         |

| País  | Victorias |
| ----- | --------- |
| Rusia | 1         |

| País        | Victorias |
| ----------- | --------- |
| Croacia     | 1         |
| Hungría     | 1         |
| Bielorrusia | 1         |
| Eslovaquia  | 1         |

| País       | Victorias |
| ---------- | --------- |
| Letonia    | 1         |
| Eslovenia  | 1         |
| Hungría    | 1         |
| Eslovaquia | 1         |

## Estadísticas
| Ciclista          | Victorias |
| ----------------- | --------- |
| Krisztián Lovassy | 2         |
| Erik Baška        | 2         |
| Alois Kaňkovský   | 1         |
| Matija Kvasina    | 1         |
| Andris Smirnovs   | 1         |
| Marko Kump        | 1         |
| Siarhei Papok     | 1         |
| Mamyr Stash       | 1         |

| País            | Victorias |
| --------------- | --------- |
| Hungría         | 2         |
| Eslovaquia      | 2         |
| Letonia         | 1         |
| República Checa | 1         |
| Eslovenia       | 1         |
| Bielorrusia     | 1         |
| Croacia         | 1         |
| Rusia           | 1         |